# Gorgon City
Gorgon City is een Engels productieduo uit Londen van elektronische muziek, bestaande uit Kye "Foamo" Gibbon en Matt "RackNRuin" Robson-Scott.
Het debuutalbum Sirens verscheen op 6 oktober 2014 en werd uitgebracht door Black Butter Recordings en Virgin EMI.
In 2019 werkten ze samen met de Amerikaanse producer MK aan het nummer There For You.  

## Discografie

### Studioalbums
- 6 oktober 2014 - Sirens (cd, download), Black Butter, Virgin EMI

### Singles
- The Crypt (2012)
- Real (2013)
- Intentions (2013)
- Ready for Your Love (2014)
- Here for You (2014)
- Unmissable (2014)
- Go All Night (2014)
- Roped in (2020)
- House Arrest samen met Sofi Tukker (2020)
- You've Done Enough met Drama (2021)

| Single met eventuele hitnotering(en) in de Nederlandse Top 40 | Datum van verschijnen | Datum van binnenkomst | Hoogste positie | Aantal weken | Opmerkingen                                   |
| ------------------------------------------------------------- | --------------------- | --------------------- | --------------- | ------------ | --------------------------------------------- |
| House Arrest                                                  | 2020                  | 25-07-2020            | 37              | 4            | met Sofi Tukker / Nr. 88 in de Single Top 100 |